# Hermandad de la Cena (Sevilla)
La Hermandad de la Sagrada Cena es una cofradía de culto católico instaurada en la ciudad de Sevilla, Andalucía, España, y tiene su sede canónica en la iglesia de Ntra. Señora de Consolación, vulgo "Los Terceros". Realiza su estación de penitencia el Domingo de Ramos, dentro de los actos de celebración de la Semana Santa de Sevilla. Su nombre completo es Antigua, Real, Ilustre y Fervorosa Hermandad Sacramental, Esclavitud de Nuestra Señora de la Encarnación, y Cofradía de Nazarenos de la Sagrada Cena, Santísimo Cristo de la Humildad y Paciencia y Nuestra Señora del Subterráneo Reina de Cielos y Tierra.

## Historia

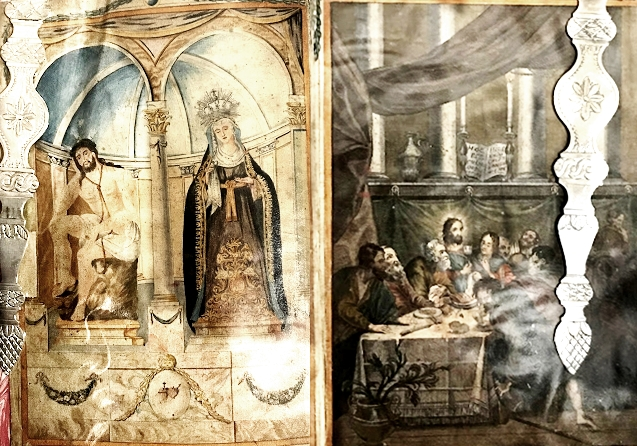
Libro de reglas de la Hdad. de la Cena

Las primeras reglas de la Hermandad de la Sagrada Cena, fueron aprobadas en 1580, estando establecida en la parroquia del Omnium Sanctorum de Sevilla en el barrio de la Feria. Igualmente también hay historiadores que sitúan a la corporación en la parroquia de San Nicolás de Bari, en el barrio de la Judería, pues en el citado templo se daba culto a Nuestra Señora del Subterráneo, datando la fecha de 1587 convirtiéndose en Hermandad.
El Cristo de la Humildad y Paciencia se funda en el Hospital de San Lázaro a finales del siglo XVI como asociación de caridad.
 

En el año 1613, la Hermandad de Ntra. Señora del Subterráneo se fusiona con la Cofradía del Cristo Humillado del Hospital de San Lázaro, pasando en 1621 a la iglesia de San Basilio, donde está atestiguado que la Hermandad de la Esperanza Macarena tuvo que salir agregada al cortejo procesional del Cristo Humillado, al carecer la Hermandad de la Macarena de carta de cofradía. Archivado el 8 de febrero de 2023 en Wayback Machine.

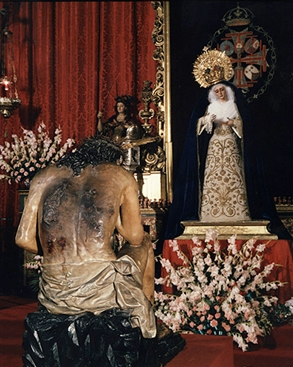
El Señor de la Humildad y Paciencia frente a la Virgen del Subterráneo.

 En 1876 se reorganizó, adoptando nuevas reglas. En 1936, tras la quema de la iglesia de Omnium Sanctorum la Hermandad se traslada a la iglesia del Convento de los Terceros Franciscanos, donde se mantuvo hasta 1958, pasando después a la iglesia de la Misericordia. 
El 22 de agosto de 1948, durante la Protestación de Fe de la Función Principal, la Hermandad de la Cena fue pionera y promotora en todo el orbe católico en la defensa y proclamación de la "Realeza de la Virgen María", desde un punto teológico en su divina maternidad, al ser corredentora de la redención del género humano. Y fue el 11 de octubre de 1954, cuando se reconocería como verdad fundamental por el Papa Pio XII en Roma.
En 1973 regresó a la iglesia de los Terceros, al haber concedido el cardenal Bueno Monreal a la Hermandad la administración del templo. A partir de ese momento aumentó el número de hermanos y se produjo un resurgimiento de la cofradía hasta nuestros días. 
En el año 1995, se fusiona con la Esclavitud de Nuestra Señora de la Encarnación, residente en el mismo templo, haciéndola así su titular letífica, preservando de esta manera una devoción tan vinculada al Templo y cargada de historia en la ciudad de Sevilla, sin que esta cayera en manos del olvido .
En 2004 se le otorgó a Nuestra Señora del Subterráneo, el título y sobrenombre de "Reina de cielos y tierra”, gracias al decreto del cardenal Carlos Amigo Vallejo, por el L Aniversario de la proclamación de la "Realeza de la Virgen María", por parte de esta Hermandad. Ese mismo año, la Virgen del Subterráneo realizó una procesión extraordinaria a la catedral en el mes de noviembre.

## Jesús de la Sagrada Cena

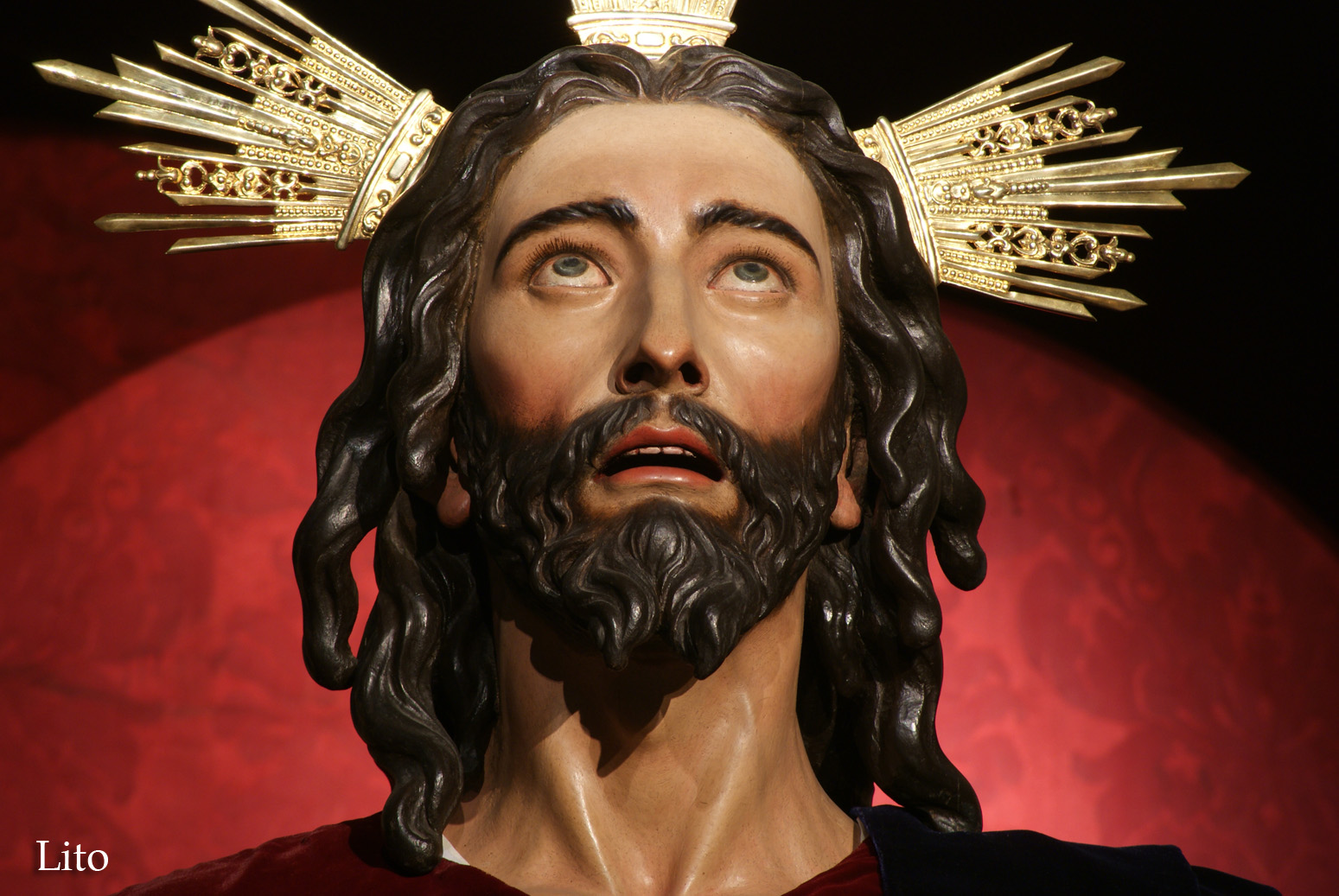
Nuestro Padre Jesús de la Sagrada Cena

Representa a Jesús en la escena de la Última Cena. La imagen del Señor fue realizada en 1955 por el escultor Sebastián Santos Rojas y se trata de una de las obras cumbres de este autor, sustituyendo la anterior realizada por Manuel Gutiérrez Cano en 1860. Es de talla completa con sudario, ejecutada en madera de pino de Flandes y mide 1,77 m. de altura. Se encuentra erguido y con la mirada extasiada hacia arriba y actitud dialogante. Los brazos están abiertos, dándonos la bendición y su mano izquierda al no disponer la posición de sujetar el cáliz, es el hijo del autor, Sebastián Santos Calero quien realiza una nueva para poder sostenerlo. La posición y dinamismo del cuerpo del Señor de la Cena, está inspirada en las imágenes del Niño Jesús, típicas de la escuela Barroca. Fue restaurado por  Juan Abad Gutiérrez y Silvia García Otero en 2012. 
Entre su patrimonio destacan algunas piezas, como el  mantolín bordado en oro de Juan Manuel Rodríguez Ojeda de los años 20, la túnica bordada en el mismo material sobre raso blanco por Mariano Martín Santonja en 2024. Y en orfebrería las potencias realizadas en plata, bañadas en oro de 1954, y otras de Manuel de los Ríos del año 1980.
Las imágenes que acompañan al Señor en el misterio de la Sagrada Cena, representan a los doce apóstoles, obras realizadas por  Luis Ortega Bru entre los años 1975 y 1982.

## Stmo. Cristo de la Humildad y Paciencia

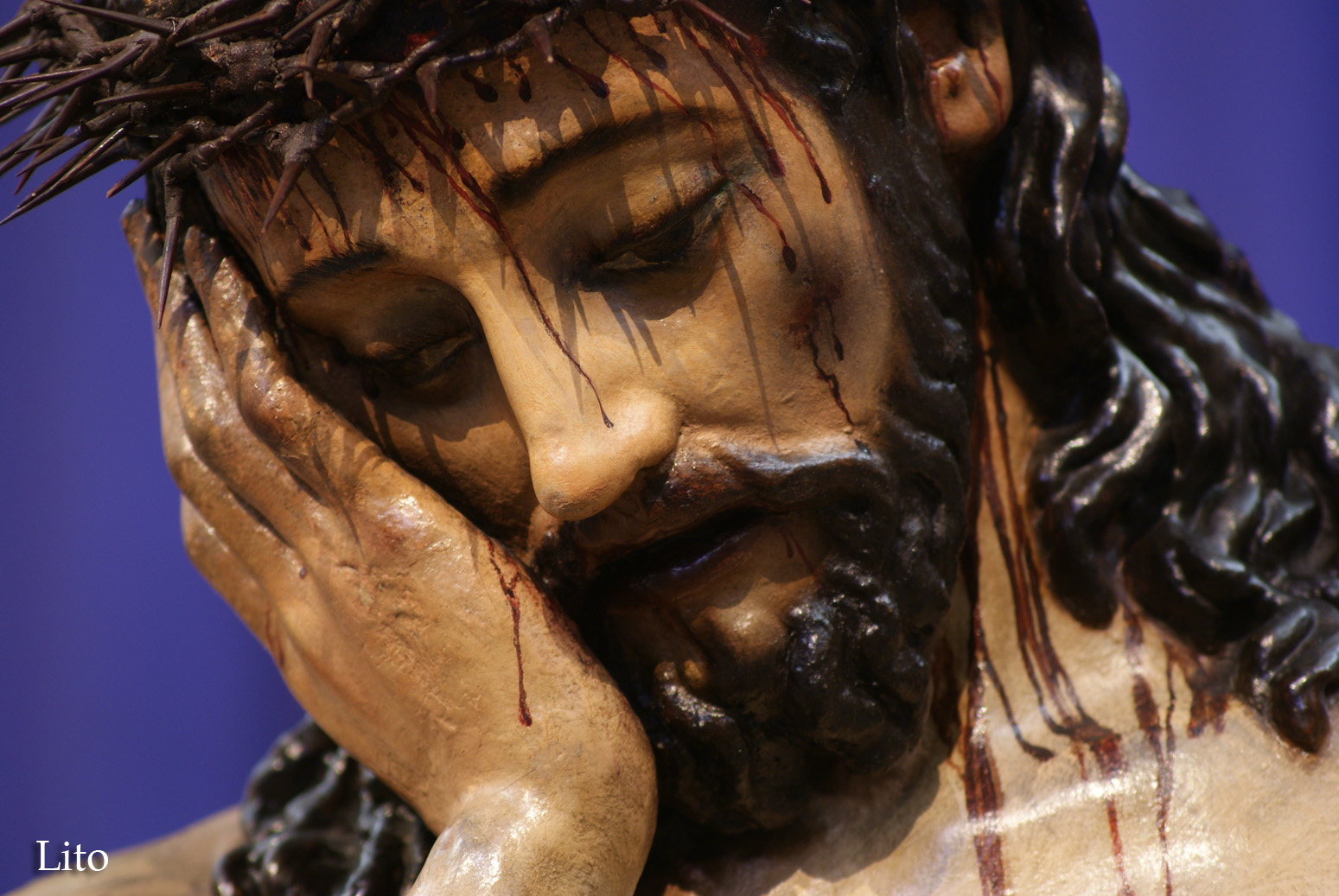
Stmo. Cristo de la Humildad y Paciencia.

La imagen del Santísimo Cristo de la Humildad y Paciencia, es una obra de gran valor artístico y devocional en la ciudad de Sevilla, corresponde a una iconografía popular proveniente del norte de Europa, por artistas afincados en Andalucía durante el siglo XV. Es de autor desconocido, y está datado en torno al siglo XVI y tiene la peculiaridad de estar realizada con telas encoladas. Es de pequeñas proporciones, de un metro de alto, y representa a Jesucristo abatido, sentado en una peña en los momentos previos a su crucifixión. Se encuentra en posición reflexiva y pensante, asimilando su cruel destino. Tiene la mirada baja y espalda encorvada, su mano izquierda está extendida sobre la rodilla y en la mano derecha apoya su cabeza; la misma está envuelta en una corona trenzada con abundantes espinas. 
Es una talla de gran realismo, dado el naturalismo y la crudeza de las heridas y contusiones presentadas en la espalda. El Señor de la Humildad y Paciencia es una de las imágenes más antiguas de las que procesionan en la Semana Santa de Sevilla, y cuenta con una importante devoción en la ciudad, afincada durante siglos en la historia y muy destacada en la piedad popular.
Fue donado al Hospital de San Lázaro de Sevilla a finales del siglo XVI, donde existía una asociación caritativa. En 1591 se sabe que la Hermandad del Santísimo Cristo Humillado está establecida en el templo de Omnium Sanctorum y que se fusiona con la de la Sagrada Cena y Nuestra Señora del Subterráneo. De allí pasa en 1621 al convento de San Basilio. Fue restaurado en el año 1996 por Silvia Martínez García-Otero.
Entre su patrimonio, destacan unas potencias de plata del siglo XVIII de estilo decimonónico, y otras también en plata, bañadas en oro, obra de Manuel de los Ríos Navarro en 1989.

## Nuestra Señora del Subterráneo

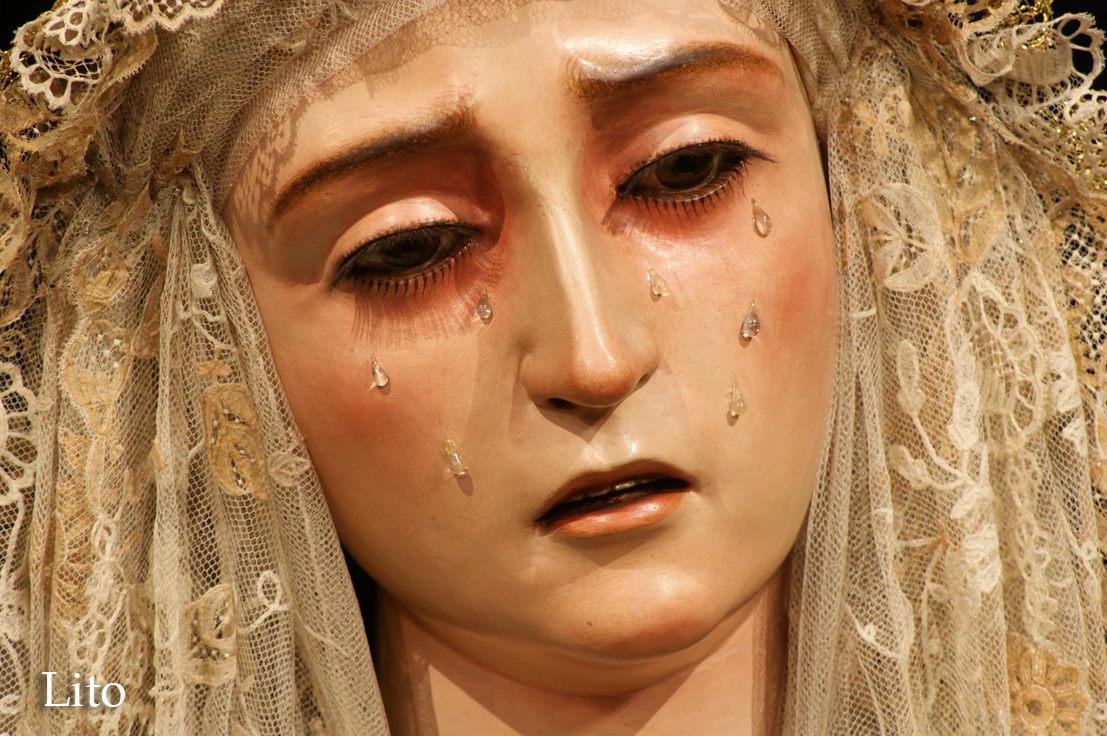
Ntra. Señora del Subterráneo.

Nuestra Señora del Subterráneo Reina de Cielos y Tierra, está realizada en madera de cedro y mide 1,55 m de altura. Esta bellísima dolorosa es de autoría desconocida y está fechada en torno al siglo XVII, y erróneamente atribuida a Juan de Astorga[4] , ya que se trata de una talla de más antigüedad y según expertos y con total seguridad fue reformada en el siglo XIX. Es la Dolorosa de menor estatura de la Semana Santa sevillana.
La imagen presenta un rostro juvenil y tonos nacarados, la cabeza se encuentra inclinada hacia la izquierda a modo de resignación, dirigiendo su mirada hacia el devoto. Su dulce expresión y su ceño fruncido fuertemente, nos deja ver un amago de intenso dolor. Los ojos son de cristal y en sus mejillas, sonrosadas del llanto, surcan siete lágrimas también de dicho material. Sus labios son delgados y carnosos, la comisura de la boca rompe en un sollozo, con una rotunda actitud dialogante, en el que deja entrever los dientes. 
Sus manos son de expresión compleja y leve dinamismo en su composición. Reúnen las características comunes de las imágenes anteriores al barroco; y en sus dedos se puede apreciar un ligero tallado de los nudillos y las uñas. La imagen fue restaurada en 2004 y 2022 por el Instituto Andaluz de Patrimonio Histórico.
La Virgen del Subterráneo es la única imagen de Sevilla que ostenta el título de "Reina de cielos y tierra", gracias al decreto del Cardenal Carlos Amigo Vallejo, que lo decretara en el año 2004, con motivo del L Aniversario de la Proclamación Pontificia de la Realeza de la Virgen María como Reina y Emperatriz de Cielos y Tierra, al ser la Hdad. de la Cena promotora y pionera en la defensa del voto de la realeza de nuestra Señora, siendo la primera en proclamarla un 22 de agosto de 1948, durante la Protestación de Fe de la Función Principal de la Hdad.
Como carácter icónico de la Dolorosa de los Terceros, porta sobre su pecho la cruz pectoral y el anillo, ambos de oro, amatistas y agua marina, perteneciente al cardenal D. Pedro Segura y Sáenz que regaló e impuso personalmente a la Virgen en 1956. También la Rosa de Pasión, labrada en plata y piedras preciosas, obra de Fernando Marmolejo y donado por los jóvenes de la Hermandad. Y entre sus coronas destaca una de plata sobredorada y piedras preciosas, realizada por Seco Velasco en 1963, de estilo manierista con rayos flamígeros, inspirada en la presea que porta la imagen de la Inmaculada Concepción de la sacristía mayor en la catedral de Sevilla.

## Nuestra Señora de la Encarnación

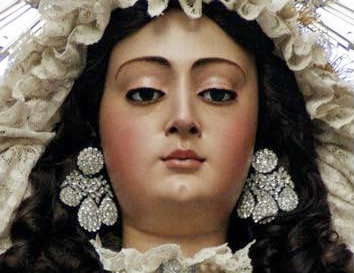
Ntra. Señora de la Encarnación.

Imagen de autor desconocido, fechada en el siglo XVII, y atribuida indiscutiblemente al insigne imaginero cordobés Juan de Mesa. Es una imagen de talla completa y de vestir, destaca el acentuado carácter piadoso y su augusta frontalidad e hieratismo, sin dejarnos atrás la unción y el característico modelado de rostro y manos tan propio de Mesa. La Virgen de la Encarnación presenta un libro entre sus manos, representando una iconografía popular muy común en la pintura renacentista del siglo XV, cuando María mientras lee, es sorprendida por el Arcángel San Gabriel, el cual se le aparece en el momento de la anunciación.
Proviene de la Cofradía de la Esclavitud de Nuestra Señora de la Encarnación, fundada a mediados del siglo XVII por dos señores cuyos retratos se conservan. Tuvo gran pujanza pues edificó capilla, casa de hermandad y compás  propio al mismo tiempo que lo hacían los padres Terceros, a quienes había adquirido el terreno preciso para sus obras. La formaban personas de alto estatus social en Sevilla e incluso llegó a asistir económicamente a los frailes en momentos dificultosos para su comunidad.
La desamortización la afectó negativamente y aunque posteriormente pasó días mejores, ya nunca pudo recuperar su esplendor de antaño. Se tienen noticias de que antiguamente salía cada mes procesionalmente por el compás de los Terceros. El último culto externo que se registra fue la salida de la Virgen de la Encarnación en el Corpus de 1929. Durante mucho tiempo ha sido capiller de esta advocación don Salvador Domínguez Gordillo, tallista de profesión, fallecido en 1979 a la elevada edad de 102 años, padre del prestigioso y excelente historiador sevillano don Antonio Domínguez Ortiz. En octubre de 1979 se hundió el techo de la capilla, lo cual obligó a buscar otro emplazamiento alternativo para la imagen. En el año 2006, la hermandad recuperó el culto a esta imagen letífica, saliendo actualmente en procesión por las calles de la feligresía en el mes de octubre.

## Sede
|                                               |
| Iglesia de la Omnium Sanctorum (1580 - 1936). |

|                                                         |
| Iglesia de los Terceros (1936 - 1958; 1973 - presente). |

|                                           |
| Iglesia de la Misericordia (1958 - 1973). |

## Pasos

### Paso de misterio del Señor de la Sagrada Cena
Compuesto por canasto, rerpiradero y parihuela, tiene en su interior nueve trabajaderas con una capacidad para 54 costaleros. Es de estilo Barroco, en madera tallada y barnizado. Realizado por Salvador Domínguez en 1929, en el que ha tenido varias modificaciones a lo largo del tiempo, en él que destacan seis antiguas cartelas de gran valor, con diferentes representaciones de la Pasión de Jesucristo, son de en torno a 1680 y están ejecutadas por Luis Antonio de los Arcos, Cristóbal de Guadix y Pedro Roldán. El paso lo alumbra cuatro faroles de madera estofados en oro, obra de Jiménez en 1965. En las esquinas encontramos 4 jarras de orfebrería, realizadas por Manuel de los Ríos en 1979.
En 2022 se presentó el nuevo proyecto del futuro paso profesional para el Señor de la Sagrada Cena, el cual ha sido diseñado por Fernando Aguado, y será ejecutado por Francisco Verdugo en la talla, Enrique González en la ebanistería, David de Paz en el estofado en oro y orfebrería Andaluza y Manuel Solano en los Bordados. 
De estilo neobarroco inspirado en el retablo mayor de la iglesia de los Terceros, en el que el misterio, irá alumbrado por candelabros de guardabrisa y faroles. Destacará también detalles como los espejos y las cartelas relacionadas con la vida de la Virgen María.

### Paso del Santísimo Cristo de la Humildad y Paciencia
De estilo barroco, tiene seis trabajaderas y una capacidad para 30 costaleros. El canasto está realizado en madera de embero en su color natural, enriquecido con apliques de plata de ley con escenas y atributos Pasionistas, diseñado el conjunto por el imaginero hispalense Antonio Dubé de Luque y ejecutado por Guzmán Bejarano en 1973. Está alumbrado por cuatro candelabros en madera y orfebrería con 32 guardabrisas cada uno, realizados por Juan Mayorga y Manuel de los Ríos en el año 1992. Escoltando las esquinas se encuentran cuatro imágenes de los evangelistas, realizados por Darío Fernández, con atributos realizados en plata, y en sus laterales unos jarrones en metal plateado. El Señor está elevado sobre una peana-sobrecanasto realizada en madera, diseñada por Antonio Dubé de Luque y tallada por Juan Mayorga en 1992, y un monte simulando una roca realizado por Darío Fernández.

### Paso de Palio de Nuestra Señora del Subterráneo, Reina de los Cielos y Tierra
Está compuesto por una parihuela que contiene en su interior siete trabajaderas, con capacidad para 36 costaleros.
Varales: El palio esta sustentado por doce varales de metal plateado, cincelados con figuras de apóstoles y santos varones y rematados con coronas reales.
Palio: De estilo barroco, está compuesto por el techo de terciopelo rojo oscuro, bordado en oro con hojarascas, y en el centro un escudo de la Hermandad, obra de las Hermanas Martín Cruz en 1954. Sobrepuesto a este escudo y presidiendo la gloria del Palio, una imagen de madera policromada con la efigie de la Virgen de los Reyes, Patrona de Sevilla, obra de Sebastián Santos Rojas de 1954. Y bambalinas realizadas en 1923 sobre terciopelo morado bordado en oro y fleco de bellota, rematado con corbatas realizadas sobre el mismo soporte.
Respiraderos: Son de metal plateado, de estilo barroco, formando capillas en su parte central y laterales con imágenes. En las tres centrales unas imágenes de madera policromada, con las advocaciones de la Purísima Concepción, en el centro, la Asunción y Coronación de la Stma. Virgen, en las de los lados, realizadas por Sebastián Santos Rojas en el 1954. En las capillas laterales las imágenes realizadas en plata de San Leandro, San Isidoro de Sevilla, San Fernando, San Basilio, San Agustín y San José de Calasanz.
Peana: De estilo barroco, realizada en plata de ley, y rematada por dos faroles. Sobre la misma se encuentra una sobrepeana con caras de ángeles en relieve, realizada por Jesús Domínguez en 1971.
Faroles de cola: De formas hexagonales, rematados con coronas reales. En los basamentos se encuentran águilas imperiales y Arcángeles  sosteniendo el Escudo de la Hermandad. Entre los últimos varales traseros, lleva tres faroles de cola cincelados en metal plateado.
Jarras: Formada por ocho pequeñas jarras en la parte frontal, y entre varales, ocho jarras de mayor tamaño y diferentes alturas, realizadas por Juan Fernández en 1946.
Candelería: Compuesta por ochenta y cuatro piezas de diferentes tamaños, realizadas en los Talleres de Viuda de Villarreal en 1985.
Entrecalle: Entre la candelería se encuentra  un Relicario de plata, en forma de Templete de dos plantas, en el que aparece una imagen de bulto redondo, de S. José de Calasanz en plata bañado en oro, y en la parte superior una reliquia del mismo.
Llamador: Con las figuras de dos seises sosteniendo una Corona Real, obra del Manuel de Los Ríos en 1984.
Faldones: En terciopelo azul y bordados en oro y sedas de colores, con diferentes escudos, Santos, y escenas de la vida de la Virgen María, fueron realizados por Lola Oliveras en 1947.

## Acompañamiento Musical

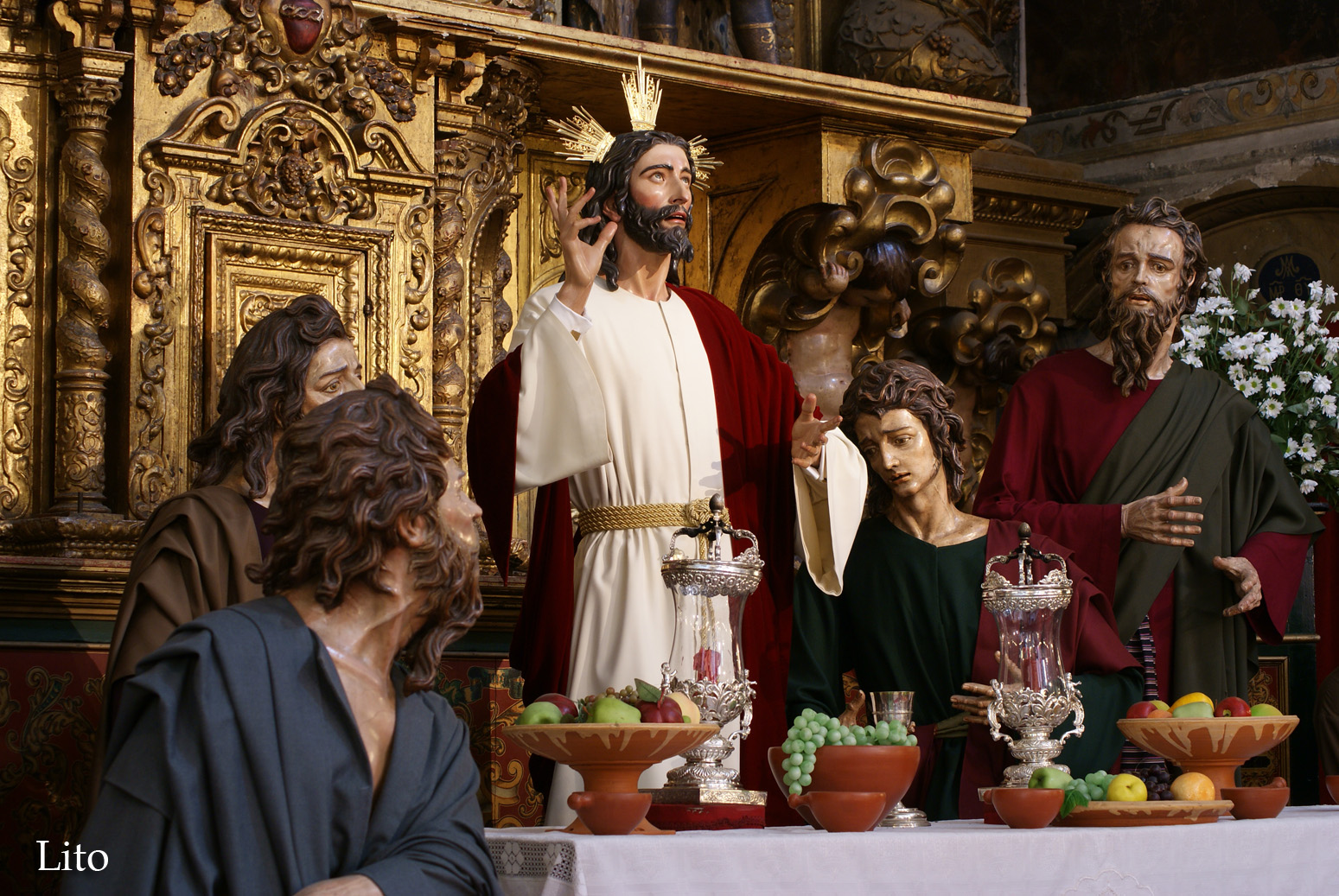
Misterio de la Sagrada Cena.

- Sagrada Cena: Banda de cornetas y tambores "Nuestra Señora de la Victoria" "Las Cigarreras" (Sevilla).
- Humildad y Paciencia: Música de capilla y coro de niños de la Escolanía Salesiana María Auxiliadora (Sevilla).
- Virgen del Subterráneo: Banda de música "Maestro Tejera" (Sevilla).
- Virgen de la Encarnación: Banda de música  "Maestro Tejera" (Sevilla).

## Música

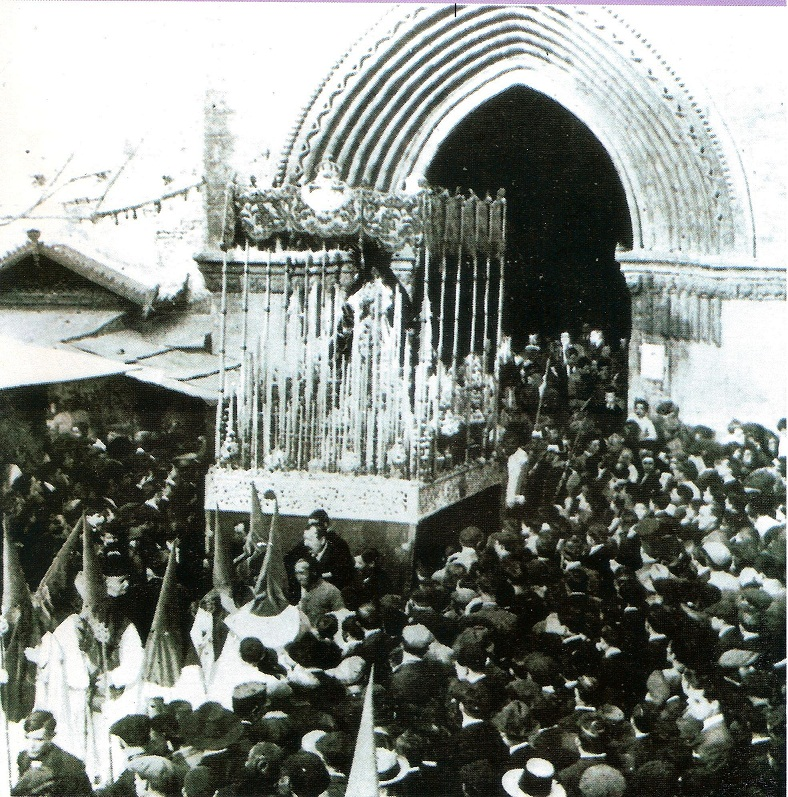
Añeja fotografía de la Virgen del Subterráneo, saliendo de Omnium Sanctorum.

### Marchas dedicadas[16][17]

#### Cornetas y tambores
- Al Señor de la Sagrada Cena (Pedro Manuel Pacheco, 2009)
- Sagrada Eucaristía (José María Sánchez Martín, 2012)
- Eucaristía (Fco. Javier González Ríos, 1991)
- Santísimo Cristo de la Sagrada Cena (Juan Antonio Gómez Galván, 1985)
- Agnus Dei (Cristóbal López Gándara, 2024)

#### Banda de música
- Subterráneo (Carlos Mantilla Santos, 1950)
- Virgen del Subterráneo (José Martínez Peralto, 1953)
- María Santísima del Subterráneo (Pedro Gámez Laserna, 1961)
- La Cena del Señor (Manuel Mateo Ramos, años 60)
- Cristo de la Humildad (Julio Contreras Perales, 1974)
- La Sagrada Cena (Pedro Gámez Laserna, 1981)
- Reina del Subterráneo (Antonio Pérez Funes, 1987)
- Al Señor de la Humildad y Paciencia (Antonio Pérez Funes, 1994)
- Señor de la Santa Cena (José Albero Francés, 1995)
- Rosa del Subterráneo (Ismael Jiménez Gómez, 2001)
- La Realeza de María (Bienvenido Puelles Oliver, 2004)
- Al Señor de la Humildad(Javier José López Padilla, 2004)
- Señora del Subterráneo, Reina de los Cielos y Tierra (Javier Alonso Barba, 2004)
- La Esclava del Señor (Ismael Jiménez Gómez, 2008)
- Reina de Cielos y Tierra (Francisco Javier González Ríos, 2012)
- Humilde ante tí (Moises Viretti Fernández, 2015)
- Consagración (Cristóbal López Gándara, 2015)
- Los Terceros (Alfonso Lozano Ruiz, 2016)
- Humildad, Rey de los Terceros (Héctor Guerrero, 2017)
- Saeta de los Terceros “Trío de Capilla” (Antonio Hurtado Torres, 2024)
- Copla al Cristo de la Humildad (Recuperación histórica)
- Por treinta monedas  (Antonio González Écija, 2024)

## Túnicas
Túnica blanca de cola con cubre rostro blanco y escudo corporativo de la hermandad bordado, botonadura roja, cinturón de esparto y sandalias de color beige.

## Paso por la carrera oficial
| Predecesor: La Paz | Orden de entrada en la carrera oficial (Domingo de Ramos) 5.º lugar | Sucesor: San Roque |